# Informationsrate
Die Informationsrate (auch Coderate oder schlicht Rate) ist ein Begriff der Kodierungstheorie.
Die Rate {\displaystyle R} eines Blockcodes {\displaystyle {\mathcal {C}}} der Länge {\displaystyle n} über einem Alphabet {\displaystyle A}, {\displaystyle |A|=q}, bezeichnet die pro Codewort übertragenen Informationssymbole im Verhältnis zur Länge der Wörter:
{\displaystyle R={\frac {\log _{q}(|{\mathcal {C}}|)}{n}}}.
Dabei gilt {\displaystyle R\leq 1}, da die codierten Daten durch die Codierung mehr Redundanz, also zusätzliche Symbole, enthalten als die uncodierten Daten. Analog gilt:
{\displaystyle \mathrm {Redundanz} =1-R}.
Bei linearen Codes hat der Code genau {\displaystyle q^{k}} Elemente:
{\displaystyle |{\mathcal {C}}|=q^{k}}
Deren Rate ist also der Quotient aus der Dimension des Codes und der Länge der Wörter:
{\displaystyle \Rightarrow R={\frac {\log _{q}(q^{k})}{n}}={\frac {k}{n}}}